# Aida Oset
Aida Oset (Barcelona, 3 de setembre de 1983) és una actriu de televisió, cinema i teatre catalana. És principalment coneguda pels seus papers en sèries de televisió com El cor de la ciutat, Cites o Les de l'hoquei. A més, també ha participat en pel·lícules com El cos i Tres dies amb la família.

## Biografia
Es va formar com a actriu a l'Escola Nancy Tuñón de Barcelona i com a cantant a l'Aula, després de cursar un grau mig de Música moderna i jazz del Gran Teatre del Liceu. També és professora certificada de Fitzmaurice Voicework

### Televisió
És coneguda principalment pel públic català per la seva participació a la sèrie de televisió El cor de la ciutat, on va interpretar l'Eli, una jove vital i rebel que al costat d'un grup de companys ocupa un edifici històric de la ciutat de Barcelona que anava a ser enderrocat per a construir-hi pisos. En aquesta producció de la televisió pública catalana va compartir escena amb personatges com la Sandra (Nausicaa Bonnín), la Ca (Laura Guiteras) i l'Iván (Oriol Vila), principalment. Oset es va incorporar a la sèrie de ficció a la vuitena temporada i va romandre-hi fins a la seva conclusió.
Al 2011 es va posar en la pell de la Blanca a la minisèrie de TV3 Ermessenda, un drama històric sobre Ermessenda de Carcassona, que va ser comtessa de Barcelona i personatge històric a la història de Catalunya. L'any 2015 va participar en dos episodis de la primera temporada de la comèdia romàntica de TV3 Cites, una adaptació de la britànica Dates. Oset va interpretar Judith, una jove que tot just acabava una relació sentimental de llarga durada i a la qual la seva germana Ona (Júlia Molins) li organitzava una cita sense que ella ho sabés.

### Cinema
Al 2009 va participar en la pel·lícula Tres dies amb la família, un drama dirigit per Mar Coll i protagonitzat per Nausicaa Bonnín. Al 2012 va intervenir a la pel·lícula El cos, d'Oriol Paulo, en un paper de repartiment, i també a la minisèrie de TV3 Tornarem, sobre els exiliats republicans de la Guerra Civil Espanyola que es van veure involucrats en la Segona Guerra Mundial.

### Teatre
En el món del teatre ha participat en obres com Mrs. Death, un diàleg amb Espriu, La xarxa, Vells temps o El do de cremar, entre d'altres. Entre 2011 i 2012 va formar part del repartiment de l'obra The Lonesome West, una adaptació del text de Martin McDonagh dirigida per Pepa Fluvià. Durant el 2014 es va posar a la pell d'Anaïs en el muntatge teatral de La dama de les camèlies, adaptació de la novel·la homònima d'Alexandre Dumas (fill) dirigida per Hermann Bonnín i traduïda per Sabine Duffrenoy. Oset va compartir escenari amb Nausicaa Bonnín (protagonista), Montse Guallar i Albert Prat, entre d'altres. L'any 2015 va interpretar el personatge d'Hero en l'adaptació del clàssic de Shakespeare Molt soroll per no res, dirigit per Àngel Llàcer a la sala gran del Teatre Nacional de Catalunya. L'obra va rebre molt bona acollida per part del públic i la crítica i va arribar a penjar el cartell de "complet" en moltes ocasions. Al novembre de 2016 es va estrenar la segona temporada amb el mateix èxit que havia obtingut la primera.

## Filmografia

### Cinema
| Any  | Títol                             | Personatge    | Direcció             |
| ---- | --------------------------------- | ------------- | -------------------- |
| 2017 | No quiero perderte nunca          | Madre         | Alejo Levis          |
| 2012 | Frontera                          | Helena        | Manuel Pérez Cáceres |
| 2012 | El cos                            | Infermera UCI | Oriol Paulo          |
| 2010 | Llimona i xocolata (curtmetratge) |               | Gemma Ferraté        |
| 2008 | Tres dies amb la família          | Mar           | Mar Coll             |
| 2008 | Forasters                         | Anna          | Ventura Pons         |
| 2007 | Sing for Darfur                   |               | Johan Kramer         |
| 2003 | Hypnos                            |               | David Carreras       |

### Televisió
| Any             | Títol                     | Personatge          | Direcció                     | Emissora | Anotacions              |
| --------------- | ------------------------- | ------------------- | ---------------------------- | -------- | ----------------------- |
| 2021-actualitat | Moebius                   | Mamen Salvat        | Eduard Cortés i Piti Español | TV3      | Principal               |
| 2019-2020       | Les de l'hoquei           | Montse Pagès Cuesta | Patrícia Font                | TV3      | Secundari (? episodis)  |
| 2019            | Servir y proteger         | Aitana              | Alexandra Graff              | TVE      | Secundari (15 episodis) |
| 2015            | Cites                     | Judith              | Pau Freixas                  | TV3      | Principal (2 episodis)  |
| 2013            | Kubala, Moreno i Manchón  | Cèlia               | Kiko Ruiz i Abigail Schaaff  | TV3      | Episòdic (1 episodi)    |
| 2011            | Tornarem (minisèrie)      | Estel               | Felip Solé                   | TV3      | Principal (2 episodis)  |
| 2011            | Ermessenda (minisèrie)    | Blanca              | Lluís Maria Güell            | TV3      | Principal (2 episodis)  |
| 2007-2009       | El cor de la ciutat       | Eli                 | Esteve Rovira                | TV3      | Principal (47 episodis) |
| 2007            | L'altra ciutat (TV movie) | Nàdia               | Sílvia Quer                  | TVE, TV3 | Principal               |

### Teatre
| Any             | Títol                            | Personatge | Dramaturg                                   | Direcció              | Teatre                       |
| --------------- | -------------------------------- | ---------- | ------------------------------------------- | --------------------- | ---------------------------- |
| 2019-actualitat | La lleugeresa i altres cançons   |            | Ivan Benet i Víctor Borràs                  | Ivan Benet            |                              |
| 2015-2016       | Molt soroll per no res           | Hero       | William Shakespeare                         | Àngel Llàcer          | Teatre Nacional de Catalunya |
| 2014            | La xarxa                         |            | Creació multidisciplinària                  |                       |                              |
| 2014            | Je-Em.App                        |            | Espectacle de creació                       |                       |                              |
| 2014            | La dama de les camèlies          | Anaïs      | Alexandre Dumas (fill)                      | Hermann Bonnín        | La seca-Espai Brossa         |
| 2013            | Mrs. Death, un diàleg amb Espriu |            | Clara Peya, Ariadna Peya, Míriam Escurriola | Míriam Escurriola     | Versus teatre                |
| 2011-2012       | The Lonesome West                |            | Martin McDonagh                             | Pepa Fluvià           | Versus Teatre                |
| 2010-2011       | La síndrome de Bucay             |            |                                             | Joan Gallart i Rabert |                              |
| 2007-2011       | Cabaret incívic                  |            |                                             |                       |                              |
| 2006            | El do de cremar                  |            |                                             | Joël Minguet          |                              |
| 2006            | Vells temps                      |            | Harold Pinter                               | Jordi Oliver          |                              |
| 2006            | El temps i els Conways           |            | J.B. Priestley                              | Jordi Oliver          |                              |